# Milíkovice (Kamenný Újezd)
Milíkovice jsou malá vesnice, část obce Kamenný Újezd v okrese České Budějovice v Jihočeském kraji. Nachází se asi tři kilometry na jih od Kamenného Újezda. Milíkovice leží v katastrálním území Krasejovka o výměře 4,82 km².

## Historie
První písemná zmínka o vesnici pochází z roku 1397, kdy je uváděn Jan z Milíkovic. Vesnice bývala rozdělena mezi několik vrchností.

## Obyvatelstvo
| Rok            | 1869 | 1880 | 1890 | 1900 | 1910 | 1921 | 1930 | 1950 | 1961 | 1970 | 1980 | 1991 | 2001 | 2011 | 2021 |
| -------------- | ---- | ---- | ---- | ---- | ---- | ---- | ---- | ---- | ---- | ---- | ---- | ---- | ---- | ---- | ---- |
| Počet obyvatel | 154  | 189  | 195  | 183  | 182  | 160  | 139  | 96   | 90   | 68   | 32   | 23   | 25   | 38   | 47   |
| Počet domů     | 19   | 25   | 26   | 26   | 26   | 26   | 27   | 29   | 29   | 25   | 16   | 20   | 21   | 24   | 27   |

## Obecní správa
Při sčítání lidu v letech 1850–1975 Milíkovice byly osadou obce Krasejovka, se kterým patřily nejprve do okresu Český Krumlov (v letech 1850–1910 Krumlov), ale v roce 1950 v okrese České Budějovice-okolí a od roku 1960 v okrese České Budějovice. Od 1. ledna 1976 jsou částí obce Kamenný Újezd v okrese České Budějovice.